# Gerhard Haidacher
Gerhard Haidacher (n. 29 aprilie 1963, Innsbruck, Austria) este un bober ce a reprezentat Austria, medaliat olimpic. A participat la două ediții ale Jocurilor Olimpice (1992, 1994) în care a câștigat o medalie de aur.

## Participări
Lista de mai jos prezintă principalele competiții la care a participat Gerhard Haidacher de-a lungul carierei.
- bobsleigh aux Jeux olympiques de 1992[*]